# Calès
Casalrenos (en francès Cazalrenoux) és un municipi francès situat al departament de l'Aude i a la regió d'Occitània.